# روبرت لافلين
روبرت لافلين  (بالإنجليزية: Robert Betts Laughlin) هو عالم فيزيائي أمريكي حاز على جائزة نوبل للفيزياء عام 1998 بالمشاركة مع هورست شتورمر ودانيل تسوي عن تفسيرهم تأثير هول الكمي الكسري.
ولد روبرت لافلين في 1 نوفمبر 1950 في بمدينة فيزاليا بولاية كاليفورنيا. حصل لافلين على بكالوريوس العلوم في الرياضيات من جامعة كاليفورنيا في بيركلي عام 1972، والدكتوراه في الفيزياء عام 1979 من معهد ماساتشوستس للتقنية بالولايات المتحدة الأمريكية. ويعمل حاليا أستاذ للفيزياء التطبيقية في جامعة ستانفورد. عمل كرئيس لجامعة KAIST في كوريا الجنوبية في الفترة 2004-2006.

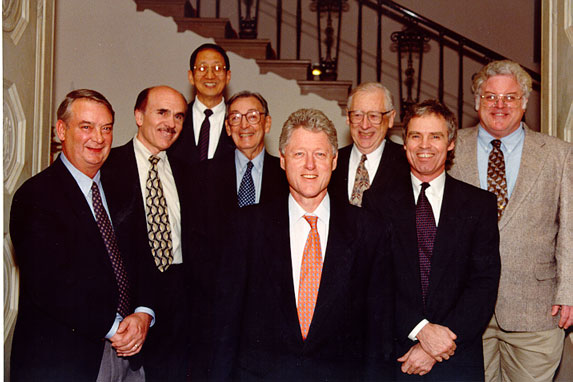
لافلين (إلى اليمين) في البيت الأبيض مع الفائزين الآخرين بجائزة نوبل الأمريكية لعام 1998 والرئيس بيل كلينتون

ولا يعتقد روبرت لافلين في وجود الثقوب السوداء.

## روابط خارجية
- روبرت لافلين على موقع الموسوعة البريطانية (الإنجليزية)
- روبرت لافلين على موقع مونزينجر (الألمانية)
- روبرت لافلين على موقع ميوزك برينز (الإنجليزية)
- روبرت لافلين على موقع إن إن دي بي (الإنجليزية)